# Vanillinmandelsäure
Vanillinmandelsäure (VMS, 4-Hydroxy-3-methoxymandelsäure) ist ein Abbauprodukt von Adrenalin und Noradrenalin – die beide als Hormone im Nebennierenmark gebildet werden und daneben außerdem als Neurotransmitter auftreten – und entsteht aus diesen über Zwischenstufen durch Wirkung der Enzyme Monoaminooxidase (MAO) und Catechol-O-Methyltransferase (COMT). VMS wird als inaktiver Metabolit mit dem Harn ausgeschieden.
Eine Messung von VMS im Urin lässt auf dessen Konzentration im Plasma und darüber hinaus näherungsweise auf die zuvor gebildeten Mengen von Adrenalin und Noradrenalin im Körper zurückschließen, wobei die Spezifität mit 95–100 % hoch ist, während die Sensitivität von der jeweiligen Fragestellung abhängt.
Eine starke Erhöhung von VMS im Sammelurin (>7 mg/24 h) weist auf ein Phäochromozytom oder einen Tumor des Sympathikus hin. Auch als Tumormarker eines Neuroblastoms kann VMS herangezogen werden, dann eher in der Verlaufskontrolle als im Screening der Erkrankung.
Vanillinmandelsäure kann im Urin per HPLC (Flüssigkeitschromatographie) nachgewiesen werden. Die zuverlässige qualitative und quantitative Bestimmung in Harnproben gelingt durch Einsatz der lipophilen Gelchromatographie an Sephadex LH 20 und anschließender Gaschromatographie der Trimethylsilylderivate. Vorteil dieser Verfahrensweise ist, dass neben der Vanillinmandelsäure auch andere diagnostisch wichtige Substanzen, wie z. B. Homovanillinsäure quantifiziert werden können.